# Чернов, Василий Андреевич
Василий Андреевич Чернов (17 [30] декабря 1901, Ломенка, Угранский район — 12 августа 1960, Москва) — советский учёный-почвовед.

## Биография
Родился 17 (30) декабря 1901 года в деревне Ломенка Смоленской губернии в крестьянской семье.
В 1917 г. окончил Климовское (Климов-заводское) высшее начальное училище.
В 1921—1923 служил в Красной Армии. Затем до 1929 г. учился на биофаке МГУ по специальности органическая химия. Ученик Н. Зелинского и А. Чичибабина.
В 1929—1932 научный сотрудник Института по удобрениям ВСНХ, затем до апреля 1936 г. учёный специалист Всесоюзного института удобрений, агротехники и агропочвоведения (будущий ВИУА). Одновременно преподавал в ТСХА на кафедре физической и коллоидной химии.
В марте 1936 года присвоены учёная степень кандидата химических наук и звание старшего научного сотрудника.
С 1935 года старший научный сотрудник Почвенного института имени Докучаева.
С 1948 года зав. лабораторией химии почв Института почвоведения.
Доктор геолого-минералогических наук (1946), профессор (1948).
Скоропостижно умер 12 августа 1960 г. Похоронен на Востряковском кладбище.

## Награды и звания
- Сталинская премия 2 степени (1948 год) — за научный труд «О природе почвенной кислотности» (1947).
- Орден Трудового Красного Знамени (1953).